# Großer Kröppenbach
Der Große Kröppenbach ist ein gut anderthalb Kilometer langer Bach auf dem Gebiet der Ortsgemeinde Lemberg im rheinland-pfälzischen Landkreis Südwestpfalz als linker Zufluss des Salzbachs im Südwestlichen Pfälzerwald.

## Geographie

### Verlauf
Der Große Kröppenbach entspringt im Gebiet der Ortsgemeinde Lemberg auf einer Höhe von etwa 370 m ü. NHN etwa 350 m nordwestlich der Hohen List im Wald. Südwestlich der Quelle liegt in einem Biotopkomplex aus naturnahen Hainsimsen-Buchenwald-Beständen mit Buntsandsteinfels-Biotopen das 1832 als Forstdienstgebäude erbaute und heute vom Pfälzerwald-Verein Hohe List e. V. als Gasthaus bewirtete Wanderheim Hohe List.
Der Bach kreuzt zunächst einen Waldweg und fließt dann knapp 200 m in westlicher Richtung durch den Wald, biegt anschließend nach Norden ab und wird dabei von einem zweiten Quellast gespeist. Beim Stephansfelsen stärkt ihn ein weiterer Quellast.
Der Große Kröppenbach fließt nun, begleitet von einem Wanderpfad, nordwärts durch ein enges klippenreiches Tal und wird dabei von einem Steg überbrückt. Etwa einen halben Kilometer später fließt ihm auf seiner linken Seite ein aus Südwesten von den Klumpenfelsen herkommender ungefähr 600 Meter langer Waldbach zu. Der Große Kröppenbach fließt dann, auf beiden Seiten begleitet von Waldwegen, in nordöstlicher Richtung zunächst westlich am Ludwig-Knerr-Felsen vorbei und danach am Südostfuß des 337,3 m ü. NHN hohen Winterbergs entlang.
Er mündet östlich des Winterbergs auf einer Höhe von etwa 275 m ü. NHN von links in einen kleinen Teich des dort auch Kröppenbach genannten oberen Salzbachs. Westlich der Mündung befindet sich eine Höhle.
Der etwa 1,6 km lange Lauf des Großen Kröppenbachs endet ungefähr 95 Höhenmeter unterhalb seiner Quelle, er hat somit ein mittleres Sohlgefälle von etwa 59 ‰.

### Einzugsgebiet
Das 1,561 km² große Einzugsgebiet des Großen Kröppenbachs liegt im Südwestlichen Pfälzerwald und wird durch ihn über den Salzbach, die Lauter und den Rhein zur Nordsee entwässert.
Es grenzt
- im Osten an das Einzugsgebiet des Kleinen Kröppenbachs, der in den Salzbach mündet,
- im Südosten an das des Steinigen Bachs, der über die Sauer in den Rhein entwässert,
- im Süden an das des Faulbachs, der in die Sauer mündet,
- im Südwesten an das des Mordbachs, der über den Eppenbrunner Bach, die Trualbe, den Hornbach, den Schwarzbach, die Blies, die Saar und die Mosel in den Rhein entwässert und
- im Nordwesten an das des Ransbächel, der in den Salzbach mündet.

Das gesamte Einzugsgebiet ist bewaldet und die höchste Erhebung ist die Hohe List mit einer Höhe von 475,8 m im Süden des Einzugsgebiets.

## Natur und Umwelt
Das Tal des Großen Kröppenbachs ist am Oberlauf ein gesetzlich geschütztes Biotop. Der Vegetationstyp ist ein Nadelholz-Mischbestand.
Es wachsen dort in der Baumschicht vor allem Fichten und Waldkiefern, in der Krautschicht gedeihen u. a. die Flatterbinse, die Winkelsegge und der Waldsauerklee und in der Moosschicht das Schöne Frauenhaar- und das Verwandte Kriechsternmoos.